# Kempston Mouse
Kempston Mouse — манипулятор типа «мышь» и интерфейс для его подключения к домашнему компьютеру ZX Spectrum, разработанный британской компанией Kempston Micro Electronics и выпущенный в продажу в начале 1986 года. Манипулятор представляет собой механическую пассивную мышь с двумя кнопками. Интерфейс поставлялся в комплекте со специальной версией графического редактора OCP Art Studio по цене 69,95 фунтов; позже цена была снижена до 49,95 фунтов.
Kempston Mouse конкурировал с устройством AMX Mouse (трёхкнопочная мышь и интерфейс принтера Centronics), это устройство появилось на год раньше и в 1986 стоило те же 69,95 фунтов. Но мышь Kempston была сделана качественнее и могла работать с вышедшим к тому времени ZX Spectrum 128K. Модель AMX Mouse, совместимая со 128K, появилась значительно позже, в 1987 году.

## В России
В России Kempston Mouse стал основным стандартом для подключения мыши к многочисленным клонам ZX Spectrum. Любителями было разработано много вариантов контроллеров для самостоятельной сборки (первый документально зафиксированый вариант был опубликован в начале 1995 года в журнале ZX-Ревю), готовые контроллеры также выпускались некоторыми российскими производителями клонов ZX Spectrum.
Существовала неопределённость по поводу того, какой из сигналов, D0 или D1, отвечает за «основную», левую кнопку мыши; в журналах Spectrofon и ZX Format были опубликованы два основных варианта реализации, по-разному использующих эти сигналы. Контроллер мыши и клавиатуры фирмы Scorpion имел функцию обмена кнопок; некоторые программы подстраивались, считая основной кнопку мыши, нажатую первой. В 2001 году в Фидо-конференции REAL.SPECCY был зафиксирован стандарт, включающий колесо скроллинга и закрепляющий основную кнопку за D0.